# Friedrich Wilhelm Leopold von Gaudi
Friedrich Wilhelm Leopold Freiherr von Gaudi, auch von Gaudy (* 28. April 1765 in Dothen, Kreis Heiligenbeil; † 21. September 1823 in Görbitsch) war ein preußischer Generalleutnant.

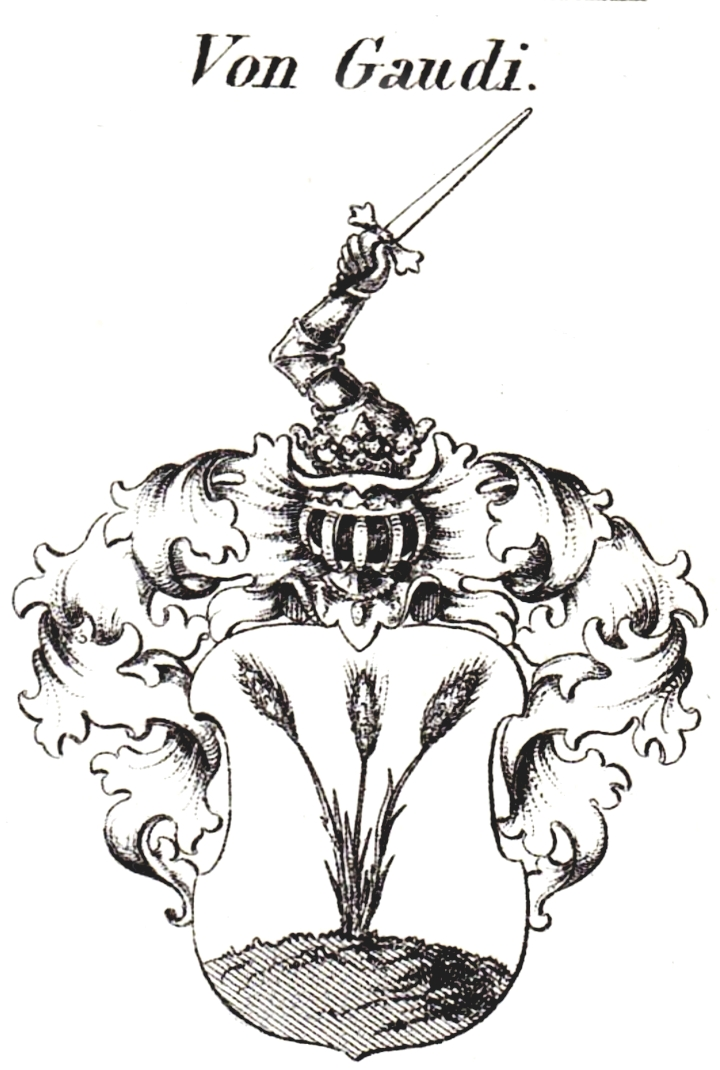
Wappen derer von Gaudi

## Leben

### Herkunft
Seine Eltern waren Karl Friedrich von Gaudi (1735–1784) und dessen Ehefrau Sophie Luise Dorothea, geborene von Burgsdorff (1739–1774) aus dem Hause Dothen. Sein Vater war Erbherr auf Genslack und Höfelhaus, preußischer Geheimer Rat, Kammerdirektor in Bromberg.

### Militärkarriere
Gaudi wurde 1779 Gefreitenkorporal im Infanterieregiment seines Onkels, des späteren Generalleutnants Friedrich Wilhelm von Gaudi (1725–1788). Dort wurde er am 3. April 1783 Fähnrich und am 31. Mai 1787 Sekondeleutnant. Am 5. Mai 1790 folgte seine Versetzung als Generaladjutant zum General von Pirch. Am 16. September 1791 wurde er in das Infanterieregiment „von Romberg“ versetzt. Während des Ersten Koalitionskrieges war er bei den Belagerungen von Longwy, Mainz, Verdun, der Kanonade von Valmy sowie den Schlachten von Pirmasens und Kaiserslautern. In der Zeit wurde Gaudi am 31. Januar 1793 Premierleutnant im Infanterieregiment „von Kleist“ und Adjutant des Generalleutnants von Kleist. Dazu erhielt er am 9. Juli 1793 den Orden Pour le Mérite. Am 17. Juli 1794 beförderte man ihm zum Hauptmann der Armee.
Am 5. März 1795 wurde er dann Inspektionsadjutant des Generalleutnants von Kleist. Am 2. November 1799 wurde er erneut versetzt und kam als Major und Kompaniechef in das Infanterieregiment „von Zenge“. Dort wurde er am 14. Juni 1800 zum Kommandeur eines Grenadierbataillon ernannt, das aus Kompanien der Regiment „von Hohenlohe-Ingelfingen“ und „Prinz Heinrich“ gebildet wurde. Damit nahm er am Vierten Koalitionskrieg teil, kämpfte in der Schlacht bei Jena, machte den Rückzug nach Lübeck mit und musste dort kapitulieren.
Nach dem Krieg kam er am 4. Oktober 1808 als Kommandeur in das 2. Brandenburgische Infanterie-Regiments, bereits am 25. November 1808 wurde er als Kommandeur in das schlesische Reservebataillon versetzt und am 17. Februar 1809 wurde er Kommandeur des 1. Schlesischen Infanterie-Regiments. Der König ernannte Gaudi am 7. April 1809 zum Gouverneur des Kronprinzen. Dazu wurde ihm am 29. Mai 1809 ein jährliches Gehalt von 2600 Talern bewilligt. Am 31. Mai 1809 wurde er Oberstleutnant und am 18. Januar 1810 erhielt er den Roten Adlerorden III. Klasse. Am 8. Februar 1812 wurde er zum Oberst mit Patent vom 12. Februar 1812 befördert. Am 25. Juni 1813 wurde er Generalmajor und ab dem 29. Juli 1813 bekam er ein Gehalt von 3000 Talern.
Im Frühjahresfeldzug 1813 kämpfte er in den Schlachten von Großgörschen und Bautzen. Am 4. August 1813 ernannte man ihn zum Generalgouverneur von Schlesien. Am 3. Oktober 1813 erhielt er das Eiserne Kreuz II. Klasse. Am 3. Juni 1814 wurde er Oberbefehlshaber der Truppen und Festungen in Schlesien, hielt sich aber ab dem 21. Juli 1814 zur weiteren Verwendung in Berlin auf. Bereits am 31. August 1814 erhielt er den Auftrag sich mit den Kurfürsten von Hessen-Kassel Wilhelm I. in Verbindung zu setzen, damit dieser seine Armee neu aufbaut. Am 17. September 1814 erhielt Gaudi eine Friedenszulage von 100 Talern und am 19. Oktober 1814 wurde er mit der Wahrnehmung der Geschäfte als Generalgouverneur von Schlesien beauftragt. Vom 10. November 1814 bis 6. Juni 1815 hatte er die Leitung des Generalgouvernements des Königreiches Sachsen inne.
Am 21. Juni 1815 wurde die Kabinettsorder erlassen, mit der er ab 1. Juli 1815 als Präses der Teilungskommission (exakt: Königlich Preußische Commission zur Ausgleichung mit dem Königreiche Sachsen) in Dresden berufen. Vom König erhielt er dafür am 2. Oktober 1815 den Roten Adlerorden II. Klasse mit Eichenlaub. Am 3. Oktober 1815 wurde er zum 1. Kommandant von Danzig ernannt. Am 30. März 1817 wurde Gaudi zum Generalleutnant befördert und am 7. Oktober 1818 erhielt er unter Verleihung des Roten Adlerordens I. Klasse mit Eichenlaub seinen Abschied mit Pension. Er starb am 21. September 1823 in Görbitsch, Kreis Weststernberg.

### Familie
Gaudi heiratete am 12. Juli 1799 in Pemmerzig Konstanze Gräfin von Schmettow (1772–1817). Sie war eine Tochter des Grafen Gottfried von Schmettow auf Pommerzig und der Charlotte Louise von Tauentzien. Nach dem Tod seiner ersten Frau heiratete Gaudi am 17. Oktober 1820 in Zessel Henriette Gräfin von Reichenbach (1791–1881). Aus den Ehen gingen folgende Kinder hervor:
- Franz (1800–1840)[3], preußischer Sekondeleutnant und Dichter
- Konstanze Charlotte (1805–1876) ⚭ 1824 Karl Adolf von Kalkreuth (1789–1841)[4]
- Woldemar (1807–1844), preußischer Premierleutnant a. D.
- Friedrich (1821–1866), preußischer Oberstleutnant, gefallen während des Deutschen Krieges im Gefecht bei Rudersdorf[5]